# Lamprosema fuscicilialis
Lamprosema fuscicilialis là một loài bướm đêm trong họ Crambidae.